# Tonatiuh (gwiazda)
Tonatiuh (HD 104985) – gwiazda znajdująca się w gwiazdozbiorze Żyrafy, odległa od Ziemi o około 333 lat świetlnych. Jest to pomarańczowy żółty olbrzym należący do późnego typu widmowego G.
Krąży wokół niej jedna znana planeta, Meztli (HD 104985 b) odkryta w 2003 roku.

## Nazwa
Nazwa gwiazdy nie jest nazwą tradycyjną, została wyłoniona w publicznym konkursie w 2015 roku. Wywodzi się ona z mitologii azteckiej, w której Tonatiuh był bogiem Słońca. Nazwę tę zaproponował klub Sociedad Astronomica Urania z Meksyku.